# اوزلادين
الاوزلادين هو مُحلي عالي الكثافة يستخرج من عن الجذمور من سلالة سرخس شائع. . وهو صابونين، ستيرويد غليكوسيد، وحلاوته أكبر 500 مرة من السكروز.
تم تحديد مركب شبيه يدعى، polypodoside A ، ويستخرج من نبات يدعى الجذر الحلو وهو أحلى بـ 600 مرة من محلول السكروز بنسبة 6٪.